# 野村收
野村 收（Nomura Osamu,1946年8月9日—），日本棒球選手，出生於神奈川縣平塚市，曾經效力於日本職棒阪神虎等隊伍，於1986年退休，生涯通算121次勝投。